# Сваринская волость
Сваринская волость (латыш. Svariņu pagasts) — одна из 26 территориальных единиц Краславского края Латвии. Граничит с Асунской, Берзинской, Дагдской, Эзерниекской, Кеповской и Шкяунской волостями своего края. Административным центром волости является село Сваринцы.